# Grosses-Roches
Grosses-Roches è un comune del Canada, situato nella provincia del Québec, nella regione di Bas-Saint-Laurent. Appartiene alla municipalità regionale di contea di La Matanie.